# Marcus Hurley
Marcus Latimer Hurley (New Rochelle, 22 dicembre 1883 – New York, 28 marzo 1941) è stato un pistard statunitense.
Hurley partecipò ai Giochi olimpici di Saint Louis 1904 in tutte e sette le gare di ciclismo previste all'epoca. Vinse quattro ori nel quarto di miglio, terzo di miglio, mezzo miglio, un miglio e un bronzo nelle due miglia. Hurley prese parte anche alle gare di cinque miglia e venticinque miglia, ma non riuscì a completarle.
Dopo il ritiro dal ciclismo, fu giocatore di pallacanestro. Vinse per tre anni consecutivi l'Helms Foundation NCAA Men's Basketball All-Americans dal 1905 al 1907. Nel 1908 fu capitano della squadra di pallacanestro della Columbia University. Hurley fu militare durante la Grande Guerra e fu anche decorato.

## Piazzamenti

### Competizioni mondiali
- Giochi olimpici

St. Louis 1904 - Quarto di miglio: 1º
St. Louis 1904 - Terzo di miglio: 1º
St. Louis 1904 - Mezzo miglio: 1º
St. Louis 1904 - Un miglio: 1º
St. Louis 1904 - Due miglia: 3º
St. Louis 1904 - Cinque miglia: ritirato
St. Louis 1904 - Venticinque miglia: ritirato